# Classic Albums
Classic Albums ist eine TV-Dokumentationsserie über die Entstehung von bekannten Rock- und Pop-Alben. Meist handelt es sich um die erfolgreichsten Produktionen von erfolgreichen Bands oder Einzelkünstlern.
Die TV-Serie wurde von dem amerikanischen Unternehmen Isis/Eagle Rock Entertainment entwickelt und produziert und wurde weltweit ausgestrahlt (BBC, ITV, VH1, VH1 Classic etc.). Die einzelnen Dokumentationen sind auch auf DVD erhältlich.
Die Musik und ihre Produktion wird in seine Einzelteile aufgespalten, indem die Musiker und Produzenten sich die Original-Aufnahmen oft pro einzeln aufgenommenen Track anhören und beschreiben. Dabei erzählen sie oft, wie die einzelnen Spuren und Stücke während der Produktion entwickelt wurden. Persönliche Geschichten zwischen den Bandmitgliedern werden nur dann angesprochen, wenn sie im Zusammenhang mit der Entwicklung der Musik stehen. Die TV-Episoden sind durchschnittlich 50 Minuten lang, jedoch sind die DVD Versionen oft länger und enthalten deutlich mehr Material. Alle Produktionen sind in Zusammenarbeit mit den jeweiligen Künstlern entstanden.

## Episoden
- The Band – The Band
- The Beach Boys – Pet Sounds
- The Beatles – Sgt. Pepper’s Lonely Hearts Club Band
- Black Sabbath – Paranoid
- Bob Marley & The Wailers – Catch a Fire
- Cream – Disraeli Gears
- Deep Purple – Machine Head
- Def Leppard – Hysteria
- Duran Duran – Rio
- The Doors – The Doors
- Elton John – Goodbye Yellow Brick Road
- Elvis Presley – Elvis Presley
- Fleetwood Mac – Rumours
- Frank Zappa – Apostrophe (’) / Over-Nite Sensation
- Grateful Dead – American Beauty (siehe auch Anthem to Beauty)
- Iron Maiden – The Number of the Beast
- Jay-Z – Reasonable Doubt
- Jimi Hendrix – Electric Ladyland
- John Lennon – John Lennon/Plastic Ono Band
- Judas Priest – British Steel
- Lou Reed – Transformer
- Meat Loaf – Bat out of Hell
- Metallica – Metallica („Black Album“)
- Motörhead – Ace of Spades
- Nirvana – Nevermind
- Paul Simon – Graceland
- Peter Gabriel – So
- Phil Collins – Face Value
- Pink Floyd – The Dark Side of the Moon
- Queen – A Night at the Opera
- Rush – 2112 und Moving Pictures
- Sex Pistols – Never Mind the Bollocks, Here’s the Sex Pistols
- Simply Red – Stars
- Steely Dan – Aja
- Stevie Wonder – Songs in the Key of Life
- Tom Petty and the Heartbreakers – Damn the Torpedoes
- U2 – The Joshua Tree
- The Who – Who’s Next